# 宽尾鳞鲀属
宽尾鳞鲀属为鲀形目鳞鲀科的一属，分布于印度洋-太平洋海域以及大西洋东部海域。本属包括以下几种：
- 絲鰭寬尾鱗魨 (Abalistes filamentosus) Matsuura & Yoshino，2004[2]
- 星点宽尾鳞鲀（Abalistes stellaris Bloch & J. G. Schneider，1801）
- 宽尾鳞鲀（Abalistes stellatus Lacépède，1798）